# Abraham Kuenen

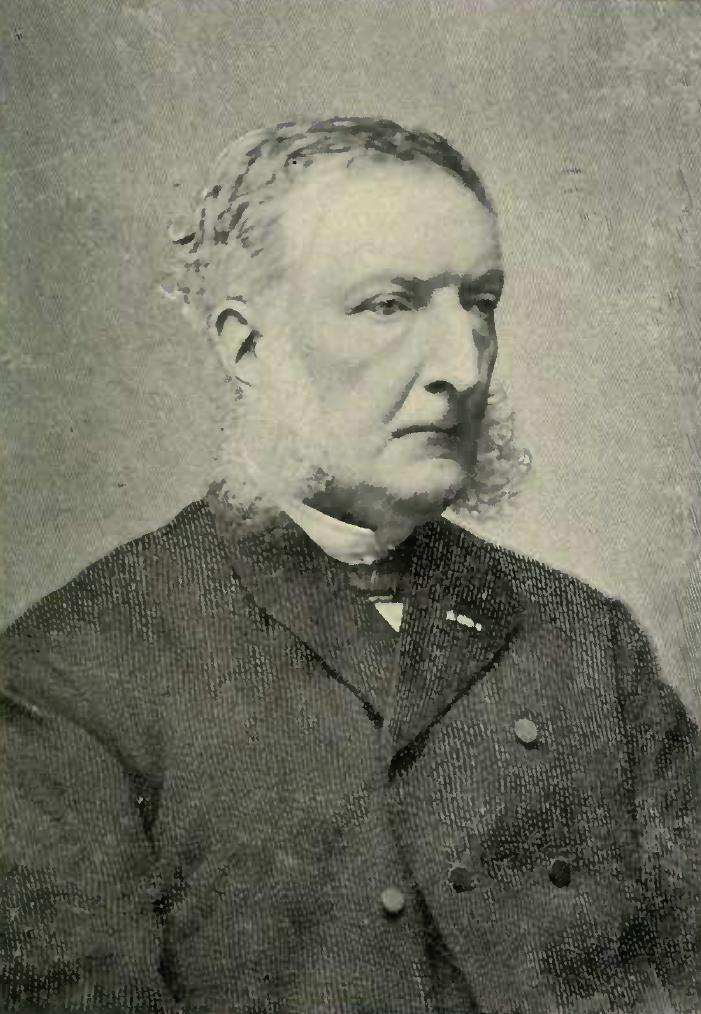
Abraham Kuenen

Abraham Kuenen (* 16. September 1828 in Haarlem; † 10. Dezember 1891 in Leiden) war ein niederländischer reformierter Theologe, der besonders durch seine Beiträge zur historisch-kritischen Erforschung des Alten Testaments bekannt wurde.

## Leben
Kuenen wurde als Sohn des Haarlemer Apothekers Johannes Petrus Kuenen (get. 26. Juli 1789 in Haarlem; † 28. Februar 1843 ebenda) und dessen am 5. Oktober 1826 angeheirateter Frau Catharina Susanna Maria Rutgers geboren. Nachdem er die Lateinschule seines Geburtsortes besucht hatte, absolvierte er zweieinhalb Jahre lang eine Apothekerlehre. Jedoch verspürte er keine Lust diese fortzusetzen. Vielmehr wollte er sich dem Studium der Theologie widmen. Daher nahm er seine Ausbildung in Haarlem wieder auf und absolvierte im September 1846 das Staatsexamen zur Hochschulreife. Bereits in Haarlem hatte er sich im Juni 1846 mit seinem ersten Druckwerk, dem Oratio de Socrate, cive praestantissimo, hervorgetan. Am 4. September 1846 immatrikulierte er sich an der Universität Leiden, wo ihn Theodoor Willem Johannes Juynboll mit den orientalischen Sprachen Hebräisch, Aramäisch, Syrisch, Arabisch und Sanskrit vertraut machte und Johannes Henricus Scholten ihm das neue Testament, die natürliche Theologie und Dogmatik näherbrachte. Am 28. Juni 1851 promovierte er mit der Textedition von Genesis 1–34 in die arabische Sprache übersetzt von Abu-Said aus dem Samaritischen Pentateuch Specimen theologicum, continens Geneseos libri Capita XXXIV priora, ex Arab. Pentateuchi Samaritani versione nunc primum edita cum prolegomenis zum Doktor der Theologie.
Noch im selben Jahr veröffentlichte er den Rest der Genesis und wurde im selben Jahr Aufseher der orientalischen Handschriften der Sammlung Warner in der Leidener Universitätsbibliothek. Am 30. Dezember 1852 wurde er außerordentlicher Professor der Theologie in Leiden, mit dem Lehrauftrag für die Auslegung der Bücher des neuen Testaments und die Geschichte der Bücher des alten Testaments. Am 2. Februar 1853 erhielt er die Ehrendoktorwürde der philosophischen Literatur. Am 12. März 1853 hielt er seine Antrittsrede als außerordentlicher Professor Oratio de accurato antiquitatis Hebraicae studio theologico Christiano magnopere commendando. Am 10. September 1855 wurde er ordentlicher Professor der Theologie, womit sein Lehrauftrag auf die Enzyklopädie und Methodologie ausgedehnt wurde. Am 4. Mai 1859 wurde er Mitglied der Königlich Niederländischen Akademie der Wissenschaften in Amsterdam. In seiner Eigenschaft als Leidener Hochschullehrer beteiligte er sich auch an den organisatorischen Aufgaben der Hochschule und war 1861/62 Rektor der Alma Mater. Später unterrichtete er auch theologische Ethik.

## Familie
Am 2. August 1855 heiratete er Wiepke Muurling (* 29. Juli 1833 in Franeker; † 1883), die Tochter des Professors in Franeker und Groningen Willem Muurling (1805–1882) und dessen erster Frau Itje Westerbaan (geb. Bolsward; † 21. August 1848 in Groningen). Seine beiden Söhne Johannes Petrus Kuenen (1866–1922) und Willem Abraham Kuenen (1873–1951) wurden ebenfalls Professoren. Der Geologe Philip Henry Kuenen war sein Enkel.

## Wirken
Kuenen veröffentlichte zahlreiche exegetische Werke, die größtenteils auch ins Deutsche und andere Sprachen übersetzt wurden. Gemeinsam mit Julius Wellhausen und Karl Heinrich Graf untermauerte er die von Hermann Hupfeld entwickelte Neuere Urkundenhypothese zur Entstehungs- und Überlieferungsgeschichte des Pentateuch, wobei er Grafs Spätdatierung belegte. Auch seine Monographie über den Gottesdienst in Israel arbeitete Wellhausens religionsgeschichtlicher Betrachtung der israelitischen Religion vor. Kirchenpolitisch gilt er als einer der Hauptvertreter der liberalen „modernen Richtung“ in der niederländisch-reformierten Kirche, die sein Lehrer Johannes Henricus Scholten begründet hatte.

## Schriften (Auswahl)
- Historisch-critisch Onderzoek naar het Ontstaan en de Verzameling van de Boeken des Ouden Verbands. Leiden 1861–1865; 2. Auflage 1887–1893 (Deutsch: Historisch-kritische Einleitung in die Bücher des Alten Testaments hinsichtlich ihrer Entstehung und Sammlung. Otto Schulze, Leipzig 1878; 2. Auflage 1885–1894).
- Friedrich Schleiermacher. P. Engels, Leiden 1868.
- De Godsdienst van Israel tot den ondergang van den joodschen Staat. Kruseman, Haarlem 1869–1870.
- De Profeten en de profetie onder Israel. P. Engels, Leiden 1875 (Englisch: The prophets and prophecy in Israel. London 1877; Repr. Philo Pr., Amsterdam 1969).
- Volksgodsdienst en wereldgodsdienst: fijf voorlezingen. Doesburgh, Leiden 1882 (Deutsch: Volksreligion und Weltreligion: fünf Hibbert-Vorlesungen. Reimer, Berlin 1883).
- Levensbericht van Joannes Henricus Scholten. In: Jaarboek der Kon. Academie van Wetenschappen voor 1885 Online-Ressource
- Gesammelte Abhandlungen zur biblischen Wissenschaft: Mit Bildnis u. Schriftenverzeichnis. J. C. B. Mohr, Freiburg im Breisgau 1894.